# Milan Uhrík
Milan Uhrík, né le 21 décembre 1984 à Nové Zámky, est un homme politique slovaque. Membre du Parti populaire Notre Slovaquie (ĽSNS), il est élu député européen en 2019.

## Biographie
Après une scolarité dans un lycée technique, il obtient une licence puis un diplôme d'ingénieur-informaticien à l'Université technique slovaque et est membre de l'organisation de jeunesse du parti chrétien-démocrate. 
Il rejoint en suite le Parti populaire « Notre Slovaquie » de Marian Kotleba qui lui donne un emploi au conseil régional de Banská Bystrica dont il est alors le président. Il est élu en 2016 député au Conseil national, puis député européen en mai 2019. Il est en 2021 un des initiateurs de la fondation du parti Republika qui ne parvient pas à entrer au parlement en 2023 malgré la quasi-disparition à son profit du parti de Kotleba, n'atteignant pas le seuil de 5 %.